# Просоциальное поведение
Просоциальное поведение, просоциальность, или «добровольное поведение, призванное приносить пользу другому человеку» — это социальное поведение, которое «приносит пользу другим людям или обществу в целом».
Примером просоциального поведения является оказание помощи, совместное пользование, дарение, сотрудничество и добровольная работа. Эти действия могут мотивироваться сопереживанием или озабоченностью благополучием и правами других лиц, а также эгоистическими или практическими соображениями. Просоциальность очень важна для благосостояния социальных групп на разных уровнях. Сопереживание — это сильный мотив, способствующий просоциальному поведению и имеющий глубокие эволюционные корни.
Просоциальное поведение стимулирует положительные черты характера, полезные для детей и общества. Просоциальное поведение может мотивироваться альтруизмом и собственными интересами для получения непосредственной выгоды или будущей взаимной выгоды.
Эволюционные психологи используют такие теории, как теория родственного отбора и совокупной приспособленности в качестве объяснения, по какой причине просоциальные поведенческие тенденции передаются из поколения в поколение, в зависимости от эволюционной приспособленности тех, кто совершает просоциальные действия. Для стимулирования просоциального поведения также может потребоваться уменьшение или полное исключение нежелательных социальных моделей поведения. Хотя термин «просоциальное поведение» часто ассоциируется с развитием желательных черт у детей, литература по этой теме обогатилась большим количеством работ в конце 1980-х годов и также включает в себя модели поведения взрослых.

## Происхождение термина
Согласно К. Д. Бэтсону, этот термин «был создан социологами в качестве антонима антисоциального».

## Принцип взаимности и альтруизм в мотивации просоциального поведения
Самые чистые формы просоциального поведения мотивируются альтруизмом — бескорыстной заинтересованностью в оказании помощи другому человеку. По словам Сэнтрока, среди обстоятельств, с наибольшей вероятностью провоцирующих альтруизм, можно назвать сопереживание человеку в нужде, или тесные отношения между благодетелем и получателем. Однако многие кажущиеся альтруистическими просоциальные модели поведения на самом деле мотивируются нормой взаимности, представляющей собой обязательство ответить благом на благо. Люди чувствуют себя виноватыми, не отвечая взаимностью, и могут сердиться, когда им не отвечают взаимностью. Взаимный альтруизм показывает, что «такая помощь определяется генетическими тенденциями». Таким образом, некоторые специалисты утверждают, что альтруизм, возможно, не существует вообще и полностью мотивируется взаимностью. Взаимность или альтруизм могут мотивировать многие важные виды социального поведения, включая обмен.

## Ситуативные и индивидуальные факторы, связанные с просоциальным поведением
Просоциальное поведение опосредованно ситуационными и индивидуальными факторами.

##### Ситуационные факторы
Одним из наиболее распространенных ситуационных факторов является возникновение эффекта наблюдателя. Эффект свидетеля — это явление уменьшения вероятности помощи со стороны отдельного человека, если в критической ситуации присутствуют пассивные наблюдатели. Например, если кто-то роняет пачку бумаг на людной улице, большинство людей, вероятно, пройдут мимо. Этот пример можно применять к более серьезным ситуациям — например, к автокатастрофе или стихийному бедствию.
В модели решения, принимаемого наблюдателем относительно вмешательства, показано, что оказание или неоказание человеком помощи зависит от его анализа ситуации. Человек будет решать вопрос о том, требует ли ситуация его помощи или нет, лежит ли на нём обязанность помочь, и, если да, то каким образом.
В этой модели описывается пять вещей, возникновение которых заставляет человека вмешаться:
1. Обратить внимание на ситуацию.
2. Рассматривать её как чрезвычайную ситуацию.
3. Развивать чувство ответственности.
4. Полагать, что у них имеются навыки, необходимые для успеха.
5. Принять сознательное решение помочь.

Количество лиц, находящихся в ситуации, когда им требуется помощь, также являются фактором-посредником в решении человека оказать помощь. Чем больше людей присутствуют в такой ситуации, тем меньше вероятность оказания помощи отдельно взятым лицом из-за уменьшения воспринимаемого им чувства личной ответственности. Это явление называется размытием ответственности, когда ответственность, ощущаемая человеком за оказавшееся (-ихся) в нужде лицо (лиц), делится на количество наблюдателей. Ещё один вступающий в игру фактор — боязнь оценки, который означает просто страх быть осужденными другими наблюдателями. Наконец, плюралистическое невежество также может приводить к невмешательству лица. Это означает, что лицо полагается на реакцию других лиц, прежде чем отреагировать самому.
Кроме того, Пилавин и др. (1981) отмечали, что люди с большей вероятностью доводят до максимума своё вознаграждение и сводят к минимуму свои расходы при решении вопроса о том, оказывать или не оказывать помощь в определённой ситуации — то есть люди рационально самомотивированы.
Просоциальное поведение с большей вероятностью имеет место, когда стоимость помощи другому низка (то есть минимальное время, минимальные усилия), если помощь фактически может быть полезна лицу, оказывающему такую помощь, тем или иным образом, и если вознаграждения, связанные с оказанием таком помощи, огромны. Если оказание помощи отвечает интересам лица, вероятно, оно окажет помощь, особенно если стоимость неоказания помощи велика.
Люди также с большей вероятностью помогают тем, кто находится в их социальной группе, или «в группе». Благодаря чувству общей идентичности с лицом, которому требуется содействие, альтруист с большей степенью вероятности окажет помощь, исходя из того, что человек уделяет больше времени и энергии, чтобы помочь лицам, относящимся к их собственной группе. Обозначение другого человека как члена «группы» приводит к повышению чувства близости, эмоциональному возбуждению, росту чувства личной ответственности за благосостояние других людей — и все это повышает мотивацию действовать просоциально.
Исследователи также обнаружили, что социальная изоляция снижает вероятность возникновения просоциального поведения. В серии из семи экспериментов, проведенных Твенге и другими (2007), исследователи манипулировали социальной интеграцией или исключением, говоря участникам исследования, что другие участники целенаправленно исключили их, или что они, вероятно, в конечном итоге останутся в одиночестве в конце жизни. Они обнаружили, что это предварительное социальное исключение привело к значительному снижению просоциального поведения, и отметили: «Исключенные из общественной жизни люди внесли меньше пожертвований в студенческий фонд, не хотели добровольно участвовать в дальнейших лабораторных экспериментах, меньше помогали человеку, попавшему в беду, и меньше сотрудничали в игре со смешанной мотивацией с другим студентом». Считается, что этот результат связан с тем, что просоциальное поведение опять-таки мотивируется чувством ответственности, когда человек заботится о людях из собственной группы или делится ресурсами с людьми из собственной группы.

##### Индивидуальные факторы
Люди могут быть вынуждены действовать просоциально, исходя из знаний и социализации, полученных ими в детстве. Условия и социальное обучение действующего лица оказывают положительное воздействие на отдельные случаи просоциального поведения. Таким образом, навыки оказания помощи и постоянная мотивация помогать другим лицам социализированы и укрепляются по мере того, как дети начинают понимать, почему необходимо использовать навыки помощи для того, чтобы помогать окружающим.
Социальные и индивидуальные стандарты и идеалы также мотивируют людей заниматься просоциальным поведением. Нормы социальной ответственности и нормы социальной взаимности усиливают мотивацию действующих просоциально людей. В качестве примера рассмотрим ребёнка, получающего положительное подкрепление «совместного использования предметов» в раннем детстве. Действуя просоциально, люди подкрепляют и сохраняют свои положительные представления о себе или личные идеалы, а также способствуют удовлетворению личных потребностей.
Другой важный психологический определяющий фактор просоциального поведения — чьи-то личные или моральные нормы. Например, в исследовании благотворительности Сандер ван дер Линден (2011) обнаружил, что (в отличие от социальных норм) моральные нормы были единственным наиболее важным фактором, прогнозирующим намерения человека заняться благотворительностью. Автор утверждает, что такое просоциальное поведение, как благотворительность, часто диктуется личными представлениями о том, что «правильно» сделать в определённой ситуации (с этой точки зрения просоциальное поведение считается определённым внутренними, а не внешними мотивами). Возможное объяснение заключается в том, что, когда такое просоциальное поведение, как, например, пожертвование, происходит в частной обстановке (в отсутствие какого-либо внешнего социального давления), такое поведение с большей вероятностью определяется внутренними моральными соображениями. Однако социальные и моральные нормы тесно связаны между собой: поскольку социальные группы устанавливают представления о «правильном» и «неправильном» поведении, необходимо время для того, чтобы социальные нормы были усвоены человеком и превратились в его личную моральную норму, которая будет применяться независимо от непосредственного социального контекста.
Эмоциональное возбуждение является дополнительным важным стимулом для социального поведения в целом. В модели сопереживания и альтруизма, предложенной Бэтсоном (1987), изучается эмоциональный и мотивационный компонент просоциального поведения. Чувство сопереживания по отношению к другому человеку, нуждающемуся в помощи, повышает вероятность предоставления помощи. Это сопереживание называется «эмпатической обеспокоенностью» за другого человека и характеризуется чувствами нежности, сострадания и сочувствия.
Доброжелательность считается чертой личности, в наибольшей степени связанной с внутренней просоциальной мотивацией личности. Просоциальные мысли и чувства можно определить как чувство ответственности за других лиц, а также как более высокую вероятность проявления сопереживания («сопереживание, ориентированное на другого человека»), как аффективно (эмоционально), так и познавательно. Эти просоциальные мысли и чувства соотносятся с диспозиционной эмпатией и диспозиционной доброжелательностью.

##### Другие факторы, связанные с просоциальным поведением
Помимо ситуационных и индивидуалистических факторов, существуют некоторые категорийные характеристики, которые могут влиять на просоциальное поведение. Несколько исследований указывают на позитивные отношения между просоциальным поведением и религией. Кроме того, могут существовать гендерные различия в просоциональном поведении, в частности, по мере превращения молодёжи во взрослых людей. Исследования показывают, что хотя и женщины, и мужчины проявляют просоциальное поведение, женщины, как правило, больше участвуют в просоциальном поведении, связанном с сообществом и с отношениями, в то время как мужчины склонны заниматься просоциальными отношениями, в которых они выступают в качестве агентов.
Недавнее исследование, посвященное изучению благотворительности на рабочем месте, касалось роли гендерных и этнических признаков. Полученные результаты показали, что женщины занимаются благотворительностью гораздо чаще мужчин, а белые американцы — гораздо чаще, чем национальные меньшинства. Однако доля представителей меньшинств на рабочем месте была положительно связана с благотворительностью меньшинств на рабочем месте. Культура, пол и религия являются важными факторами, которые необходимо учитывать при изучении просоциального поведения на уровне группы и отдельного человека.

## Влияние наблюдения на просоциальное поведение
Как правило, люди с большей вероятностью действуют просоциально в обществе, а не в частной обстановке. Одно из объяснений этого вывода касается воспринимаемого статуса: публичное признание человека в качестве просоциальной личности часто повышает самооценку и желание быть включенным в социальные группы. Другие исследования показали, что простое создание у людей «иллюзии», что за ними наблюдают (например, путём вывешивания плакатов с «пристально смотрящими» глазами) может приводить к значительным изменениям просоциальных действий — таких, как благотворительность и уменьшение выбрасываемого мусора. Фотографии глаз человека активируют механизм обнаружения вынужденного нервного взгляда, что заставляет обычных людей действовать просоциально.

## Социальные СМИ и просоциальное поведение во время стихийных бедствий
Социальные СМИ также могут стать катализатором просоциального поведения. Один из примеров произошел во время мероприятий по оказанию чрезвычайной помощи после землетрясения в Японии (2011), когда пользователи обратились к Facebook и Twitter за финансовой и эмоциональной поддержкой через свои социальные сети. Прямые пожертвования для японцев, пострадавших от стихийных бедствий, были возможны на странице любителей Красного креста на Facebook, а также через сайты онлайновых скидок — например, Groupon и LivingSocial.

## Настроение и просоциальное поведение
Настроение и просоциальное поведение тесно связаны. У людей часто возникает явление: «чувствовать себя хорошо — делать добро», когда пребывание в хорошем настроении повышает склонность людей оказывать помощь другим людям. Находясь в хорошем настроении, человек видит «доброе» в окружающих людях, и это продлевает наше собственное хорошее настроение. Например, в ходе исследования часто рассматривалась связь между настроением и поведением на работе. Исследования показывают, что положительное настроение на работе связано с более позитивным поведением, связанным с работой (например, помощь сотрудникам). Аналогичным образом, просоциальное поведение увеличивает позитивный настрой. Несколько исследований показали преимущества добровольной работы и других видов просоциального поведения для самооценки, удовлетворенность жизнью и общего психического здоровья.
Кроме того, негативное настроение также может повлиять на просоциальное поведение. Исследования показали, что чувство вины часто приводит к просоциальному поведению, в то время как другие негативные настроения, такие как страх, не вызывают просоциального поведения.
В ходе последнего экспериментального исследования рассматривался вопрос о том, увеличивало ли вмешательство, повышающее просоциальное поведение (добрые дела) среди молодежи, испытывающей социальную тревожность, положительный аффект, и уменьшало ли такое вмешательство чувство социальной тревожности у участников. Участники случайным образом назначались в группу четырёхнедельного вмешательства под названием «Добрые дела». В ней людям было поручено делать по три добрых дела ежедневно, два раза в неделю, в течение 4 недель. Участники группы сообщали о более высоком позитивном настрое и повышении удовлетворенности отношениями в конце периода вмешательства. Это вмешательство показывает способы, благодаря которым просоциальное поведение может быть полезным для повышения настроения и улучшения психического здоровья.